# DREAM
DREAM foi um evento de artes marciais mistas (MMA) promovido pelo Fighting and Entertainment Group (que organiza o K-1) e de ex-executivos do PRIDE. Foi o substituto do Hero's e era considerado como o renascimento do PRIDE, pela fidelidade e semelhança com a extinta organização (tida como a melhor de todos os tempos), além de ter na apresentação das lutas, a locutora de outrora Lenne Hardt. Foi a falência em 3 de Junho de 2012. Sendo continuada pela Rizin Fighting Federation.

## História
Com a compra do PRIDE FC pela Zuffa, os ex-executivos do Dream Stage Entertainment (DSE), em parceria com o Shooto, M-1 Global e a Fighting and Entertainment Group (FEG), criaram um evento de despedida do Pride o qual foi intitulado Yarennoka!. Entretanto, devido ao seu sucesso e grande solicitação dos fãs japoneses de MMA, a FEG e os antigos funcionários da DSE, decidiram unir esforços para formar um novo evento japonês: DREAM.
A nova Promoção foi confirmada em 13 de fevereiro de 2008 juntamente com a dissolução do Hero's. Todos os lutadores do Hero's foram confirmados para fazer parte do novo evento, bem como os lutadores Mirko "Cro Cop" Filipović, Shinya Aoki, Kazushi Sakuraba, Mitsuhiro Ishida, and Hayato "Mach" Sakurai.

## Regras básicas
O DREAM se divide em seis categorias diferentes de peso:
- Pena (featherweight) — até 67 kg;
- Leve (lightweight) — até 70 kg;
- Meio-médio (welterweight) — até 76 kg;
- Médio (middleweight) — até 84 kg;
- Meio-pesado (light heavyweight) — até 93 kg;
- Pesado (heavyweight) — acima de 93 kg.

### Assaltos
2 Rounds
- 1º Round = 10 minutos
- 2º Round = 5 minutos

Nos eventos que as lutas são na gaiola, os rounds são três de 5 minutos.

### Julgamento
Serão julgados por três jurados o desempenho do atleta que dão 10 pontos ao atleta de desempenho melhor. Sempre será declarado um vencedor, não permitindo empates.

### Eventos
| Data                   | Evento                                             | Localização               | Arena/estádio       |
| ---------------------- | -------------------------------------------------- | ------------------------- | ------------------- |
| 15 de março de 2008    | DREAM.1 Light Weight Grandprix 2008 1st Round      | Saitama, Japão            | Saitama Super Arena |
| 29 de abril de 2008    | DREAM.2 Middle Weight Grandprix 2008 1st Round     | Saitama, Japão            | Saitama Super Arena |
| 11 de maio de 2008     | DREAM.3 Light Weight Grandprix 2008 2nd Round      | Saitama, Japão            | Saitama Super Arena |
| 15 de junho de 2008    | DREAM.4 Middle Weight Grandprix 2008 2nd Round     | Yokohama, Kanagawa, Japão | Yokohama Arena      |
| 21 de julho de 2008    | DREAM.5 Light Weight Grandprix 2008 Final          | Osaka, Japão              | Osaka-jo Hall       |
| 22 de julho de 2008    | DREAM.6 Middle Weight Grandprix 2008 Final         | Saitama, Japão            | Saitama Super Arena |
| 31 de dezembro de 2008 | FieLDS Dynamite!! 2008                             | Saitama, Japão            | Saitama Super Arena |
| 8 de março de 2009     | DREAM.7 Feather Weight Grandprix 2009 1st Round    | Saitama, Japão            | Saitama Super Arena |
| 5 de abril de 2009     | DREAM.8 Welter Weight Grandprix 2009 1st Round     | Nagoya, Aichi, Japão      | Nippon Gaishi Hall  |
| 26 de maio de 2009     | DREAM.9 Feather Weight Grandprix 2009 2nd Round    | Yokohama, Kanagawa, Japão | Yokohama Arena      |
| 20 de julho de 2009    | DREAM.10 Welter Weight Grandprix 2009 Final Round  | Saitama, Japão            | Saitama Super Arena |
| 6 de outubro de 2009   | DREAM.11 Feather Weight Grandprix 2009 Final Round | Yokohama, Kanagawa, Japão | Yokohama Arena      |
| 25 de outubro de 2009  | DREAM.12 Cage of the Rising Sun                    | Osaka, Japão              | Osaka-jo Hall       |
| 31 de dezembro de 2009 | FieLDS Dynamite!! The Power of Courage 2009        | Saitama, Japão            | Saitama Super Arena |
| 22 de março de 2010    | DREAM.13                                           | Yokohama, Kanagawa, Japão | Yokohama Arena      |
| 29 de maio de 2010     | DREAM.14                                           | Saitama, Japão            | Saitama Super Arena |
| 10 de julho de 2010    | DREAM.15                                           | Saitama, Japão            | Saitama Super Arena |
| 25 de setembro de 2010 | DREAM.16                                           | Nagoya, Aichi, Japão      | Nippon Gaishi Hall  |
| 31 de dezembro de 2010 | Dynamite!! 2010                                    | Saitama, Japão            | Saitama Super Arena |
| 29 de maio de 2011     | Dream: Fight for Japan!                            | Saitama, Japão            | Saitama Super Arena |
| 16 de julho de 2011    | Dream: Japan GP Final                              | Tokyo, Japão              | Ariake Coliseum     |
| 24 de setembro de 2011 | DREAM.17                                           | Saitama, Japão            | Saitama Super Arena |
| 31 de dezembro de 2011 | Fight For Japan: Genki Desu Ka Omisoko 2011        | Saitama, Japão            | Saitama Super Arena |

## Campeões
| Divisão     | Peso limite    | Campeão           |
| ----------- | -------------- | ----------------- |
| Peso-Galo   | 61 kg          | Bibiano Fernandes |
| Peso-Pena   | 65 kg          | Hiroyuki Takaya   |
| Peso-Leve   | 70 kg          | Shinya Aoki       |
| Meio-Médio  | 76 kg          | Marius Zaromskis  |
| Peso-Médio  | 84 kg          | Gegard Mousasi    |
| Meio-Pesado | 93 kg          | Gegard Mousasi    |
| Peso-Pesado | acima de 93 kg | Alistair Overeem  |

## Lutadores notáveis

### Peso-Pena
- Joachim Hansen
- Tatsuya Kawajiri
- Hiroyuki Takaya (Detentor do Cinturão)
- Daiki Hata
- Mitsuhiro Ishida
- Akiyo Nishiura
- Takeshi Inoue
- Kazuhisa Watanabe
- Kazuyuki Miiyata
- Caol Uno
- Koichiro Matsumoto

### Peso-Leve
- Rich Clementi
- Shane Nelson
- Drew Fickett
- Rob McCullough
- André Amade
- Willamy Freire
- Bruno Carvalho
- Gesias Calvancante
- Vitor Ribeiro
- Marcus Aurélio
- Shinya Aoki (Detentor do Cinturão)
- Daisuke Nakamura
- Koutetsu Boku
- Tatsuya Kawajiri
- Katsunori Kikuno
- Katsuhiko Nagata
- Satoru Kitaoka

### Peso Meio-Médio
- Marius Zaromskis (Detentor do Cinturão)
- Jason High
- Tarec Saffiedine
- Andrews Nakahara
- Jung Bu-Kyung
- Andy Ologun
- Yan Cabral
- Kazushi Sakuraba
- Kuniyoshi Hironaka
- Ryo Chonan
- Katsuya Inoue
- Hayato Sakurai
- Yuya Shirai

### Peso-Médio
- Karl Amoussou
- Zelg Galesic
- Gerald Harris
- Dong Sik Yoon
- Shungo Oyama
- Taiei Kin
- Kiyoshi Tamura
- Kazuhiro Nakamura

### Peso Meio-Pesado
- Gegard Mousasi (Detentor do Cinturão)
- Melvin Manhoef
- Ralek Gracie
- Rameau Thierry Sokoudjou
- Yoshiyuki Nakanishi
- Tatsuya Mizuno
- Hiroshi Izumi
- Trevor Prangley

### Peso-Pesado
- Jérôme Le Banner
- Fedor Emelianenko
- Bob Sapp
- Todd Duffee
- Jeff Monson
- Siala-Mou "Mighty Mo" Siliga
- James Thompson
- Hong Man Choi
- Katsuyori Shibata
- Satoshi Ishii
- Ikuhisa Minowa